# (2871) Schober
(2871) Schober est un astéroïde de la ceinture principale.

## Description
(2871) Schober est un astéroïde de la ceinture principale. Il fut découvert le 30 août 1981 à la station Anderson Mesa par Edward L. G. Bowell. Il présente une orbite caractérisée par un demi-grand axe de 2,26 UA, une excentricité de 0,14 et une inclinaison de 5,8° par rapport à l'écliptique.
D'après les données de NEOWISE, son diamètre moyen est de 6,804 ± 0,160 km.

## Satellite
Le 3 février 2023 est annoncée la découverte, par photométrie, d'un satellite en orbite autour de (2871) Schober par V. Benishek, P. Pravec et F. Pilcher. Il a une période orbitale de 42,47 ± 0,02 heures et un diamètre moyen égal à au moins 28 % de celui de (2871) Schober, donc environ 1,9 kilomètre.

## Compléments